# Xanthopimpla craspedoptera
Xanthopimpla craspedoptera är en stekelart som beskrevs av Krieger 1915. Xanthopimpla craspedoptera ingår i släktet Xanthopimpla och familjen brokparasitsteklar. Inga underarter finns listade i Catalogue of Life.